# 死後懐胎子
死後懐胎子（しごかいたいし）とは、男性（提供者）の死亡後に、当該男性の保存精子を用いて行われた人工生殖により女性が懐胎（妊娠）し、出産した子。提供者が法律上の父となるか否かにつき、争いがある。
保存精子とは、当該男性の生前に採取し、冷凍等の方法により保存した精子。人工生殖とは、生殖補助医療技術を用いた人為的な生殖をいい、人工的に精子を母体内に送る方法である人工授精、及び母体外で受精させた受精卵を母体内に戻す方法である体外受精の両者を含む。

## 問題の所在
生殖補助医療技術の進歩により、男性の死亡から長期間経過しても、当該男性の保存精子を用いて、その子を懐胎し、出産することが可能となった。1947年に公布された現行民法の家族法が、このような死後懐胎子の登場を想定していたとは言いがたく、死後懐胎子と保存精子を提供した男性（提供者）との間の親子関係については、解釈や見解が分かれる。
民法は、嫡出性の推定（嫡出推定）について、772条1項で「妻が婚姻中に懐胎した子は、夫の子と推定する」と定め、同条2項では「婚姻の解消若しくは取消しの日から300日以内に生まれた子は、婚姻中に懐胎したものと推定する 」と定める。これを夫の保存精子を用いて夫の死後に妻が懐胎した死後懐胎子についてみると、まず、夫の死亡により婚姻は解消しているため、「婚姻中に懐胎した子」にあたらず、1項による嫡出性の推定は受けない。また、通常、死後懐胎子は「婚姻の解消」すなわち夫の死亡から300日以内に出生することはないので、2項の推定も受けない。
そこで、死後懐胎子が、検察官を被告として、民法787条による認知の訴えを提起することにより、生物学上の父である提供者を法律上の父とするができるかが問題となる。

## 2006年（平成18年）最高裁判決までの状況

### 婚姻関係があった場合（第1事案）
まず、婚姻していた夫婦の夫の死亡後に、妻が懐胎した死後懐胎子の事案について、問題となった。
A男とB女は、1997年に婚姻した夫婦である。A男は婚姻前から白血病の治療を行っており、AB夫婦は婚姻後、不妊治療を行っていた。翌1998年、A男の病気治療により無精子症となることが危惧されたため、A男は精子を採取し、冷凍保存した。A男は、同年夏頃、B女や両親、周囲の人たちに対し、もし自分が死亡するようなことがあっても、冷凍保存精子を用いてB女に子を授かり、家を継いでほしい旨、話していた。A男の病気が寛解した1999年5月には夫婦の不妊治療再開を決め、同年8月末頃には冷凍保存精子を用いた体外受精を行うことについて、P病院の承諾が得られた。
しかし、A男は、その実施に至る前の同年9月に死亡した。B女は、A男の死亡後、A男の両親と相談の上、A男の冷凍保存精子を用いた体外受精を行うことを決意した。B女は、2000年に、P病院においてA男の冷凍保存精子を用いた体外受精を行い、2001年5月、これにより懐胎した原告の死後懐胎子を出産した。原告の死後懐胎子は、検察官に対し、A男（提供者）の子であることについて死後認知を求めた。
2003年11月12日、第一審判決（松山地判平成15年11月12日家月56巻7号140頁）は、請求を棄却した。すなわち、認知請求を認めるか否かは、子の福祉を確保し、親族相続法秩序との調和を図る観点のみならず、用いられた生殖補助医療と自然的な生殖との類似性、その生殖補助医療が社会一般的に受容されているか否かなどを総合的に考慮し判断すべきとした。その上で、当事案では、子の福祉の観点では問題はないが、提供者が死亡した後に体外受精・懐胎した場合には、自然的生殖との類似性がなく、このような懐胎につきその提供者を父とする社会的認識はなお乏しく、さらに、保存した医療機関に提出した書面などからすれば、提供者の同意を明確に認めることはできない、とした。
しかし、2004年7月16日、控訴審判決（高松高判平成16年7月16日高民集第57巻3号32頁）は、第一審判決を破棄して、原告が提供者の子であることを認知した。すなわち、子と提供者との間に血縁上の親子関係が存在し、当該人工生殖につき提供者の同意があれば、特段の事情がない限り、認知請求を認めることができるとし、当事案では、血縁上の親子関係及び提供者の同意が認められ、特段の事情もないとした。
検察官が上告し、後述の平成18年判決がなされた。

### 婚姻関係がなかった場合
なお、提供者と死後懐胎子の母の間に婚姻関係がなかった事案についても、問題となった。
東京地判平成17年9月29日家月58巻5号104頁は、提供者の同意を観念することには疑問があるなどとして、請求を棄却した。なお、この事案の判決理由には、生殖補助医療が急速に進展している現状では、早急な法整備が求められる、と付記されている。また、大阪家判平成17年4月20日判例集未登載（平16（家ホ）201号）も、請求を棄却した。
いずれも控訴されたが、東京地判の事案は東京高判平成18年2月1日家月58巻8号74頁で、また大阪家判の事案は大阪高判平成17年12月15日判例集未登載（平17（ネ）1627号））で、それぞれ控訴棄却されている。
さらに両事案は、上告及び上告受理申立てがなされたが、後述の平成18年最高裁判決後の2006年9月8日に、それぞれ上告棄却及び上告不受理決定された。

## 2006年（平成18年）最高裁判決
2006年9月4日、第1事案について、最判平成18年9月4日民集60巻7号2563頁は、請求を認容した控訴審判決（平成16年高松高判）を破棄、自判した。すなわち、死後懐胎子の場合、その懐胎以前に提供者が死亡しているのだから、親権につき、提供者が死後懐胎子の親権者とはなりえず、扶養等につき、死後懐胎子は提供者から監護、養育及び扶養を受けることはなく、相続につき、死後懐胎子は提供者の相続人になりえないから、民法の実親子に関する法制は、死後懐胎子とその提供者との親子関係を想定していない。すると、死後懐胎子と提供者の親子関係を認めるか否か、また、認めるとした場合の要件及び効果は立法により解決される問題であり、そのような立法がない以上、親子関係は認められないとする。
なお、2裁判官による補足意見は共に、早期の法制度の整備が望まれるとする。

## 関連する問題
死後認知の期間制限
民法787条但書は、「父又は母の死亡の日から3年を経過したときは」認知の訴えを提起することができないとしている。そして、「3年」の起算点につき、最判昭和57年3月19日民集36巻3号432頁は、「死亡が客観的に明らかになった」時としている。すると、死後懐胎子の認知が問題となる事案においては、提供者の死亡時は死亡した時点で客観的に明らかであることがほとんどであると想定されるから、この論理をそのまま適用すると、提供者の死亡から3年を経過した後に死後懐胎子が出生した場合には、認知の訴えを提起することができない。
代理母・代理懐胎により生まれた子の嫡出性
第三者の卵子を用いた代理母、及び、第三者により懐胎ないし出産する代理懐胎についても、嫡出性ないし認知につき同様の問題が生じうる。この点、大阪高決平成17年5月20日判時1919号107頁は、夫を提供者とした代理懐胎により生まれた子と妻との間に、法律上の親子関係を認めることはできないとして、出生届を不受理とした処分につき、相当であるとしている。なお、原告はこの高裁決定に対し特別抗告したが、最高裁はこれを棄却した。
提供者でない夫の嫡出否認の訴え
夫以外を提供者とする人工授精により生まれた子につき、大阪地判平成10年12月18日家月51巻9号71頁は、夫は嫡出否認の訴えをすることができるとしている。
性別変更者を夫に持つ者が、第三者から提供された精子を用いて出産した子の扱い
戸籍上の性別を女性から男性に変更したものを夫とする女性が、人工授精により出産した子につき、法務省は、2009年12月、嫡出推定が働かない非嫡出子として扱うこととする（asahi.com - 性別変えた夫の子、妻出産でも婚外子扱い 法務省見解）。